# Танума, Такэёси
Такэёси Танума (яп. 田沼 武能, Tanuma Takeyoshi; 18 февраля 1929, Токио — 1 июня 2022 года, там же) — японский фотограф, лауреат Премии Асахи (2020) и Ордена Культуры (2019).

## Биография
Такэёси Танума родился в семье владельца фотомагазина, поэтому с фотографией он был знаком с детства. В 1946 году окончил школу фотографии «Tōkyō shashin kōgyō semmon gakkō» и начал работать фотографом в компании «Sun News Photos», одним из редакторов которой был Натори Ёноскэ. В 1959 году занялся собственным бизнесом.
С 1965 года он начал фотографировать детей по всему миру, побывав в 120 странах. В дальнейшем детская фотография оставалась одной из его излюбленных тем.
В 1994 году получил должность профессора фотографии в Политехническом университете Токио. Университет уволил его с почётом как «Мэйо Кёдзю» в конце его официальной преподавательской карьеры. Продолжал сотрудничать с университетом в качестве преподавателя. Был 5-м президентом «Общества фотографов Японии» (日本写真家協会, Nihon shashinka kyōkai).
Среди множества наград в области фотографии Танума получил 33-ю премию Кикути Кан в 1988 году и специальную Премию Асахи в 2020 году. В 2003 году он был отмечен как человек с особыми культурными заслугами, а в 2019 году был награжден Орденом культуры.